# Roef Ragas
Pour les articles homonymes, voir Ragas.
Roef Ragas, né Rudolphus Henricus Cornelis Ragas le 25 mai 1965 à Harderwijk et mort le 30 août 2007 à Amsterdam, est un acteur néerlandais.

## Filmographie

### Cinéma et téléfilms
- 1993 : Love Hurts (nl) de Mijke de Jong[2]
- 1994 : Toen Kooymans met vakantie was : Frank
- 1994 : Pleidooi (televisieserie) (nl) : le criminel
- 1994 : Les Gravos (Flodder) : le politicien
- 1995 : Tralievader : le monteur à la télévision
- 1995 : De buurtsuper (nl) : Don
- 1995 : Coverstory (nl) : Michel
- 1995 : Voor hete vuren (nl) : divers rôles
- 1995 : De schaduwlopers (nl) : l'homme jaloux
- 1995 : Mykosh : Pieter van de Berg
- 1996 : Breaking the Waves de Lars von Trier : Pim[3]
- 1996 : De nieuwe moeder (nl) de Paula van der Oest[4]
- 1997 : De verstekeling (nl) de Ben van Lieshout : le collègue de Zeeman
- 1998 : La Fiancée polonaise (De poolse bruid) de Karim Traïdia : le fils[5]
- 1998 : I See You : Denis
- 1998 : Celluloid blues : John
- 1998 : Unit 13 (nl) : Bram Teeuwen
- 1998 : Ivoren wachters : Frits Schotel de Bie
- 1998 : Blindganger : le serveur de café
- 1999 : Vicious Circle de David Blair[6]
- 2000 : Total Loss (nl) de Dana Nechushtan : Duco van Poelgeest[7]
- 2001 : Necrocam : Sander
- 2002 : Trauma 24/7 (nl) : Robert van de Wetering
- 2002 : De Enclave : Lex
- 2002 : Spangen (nl) : Johan Laurens
- 2002 : Russen (nl) : Harm Vuijk
- 2002 : Peter Bell (Pietje Bell) : Jan Lampe
- 2003 : Peter Bell 2 de Maria Peters[8]
- 2004 : De Kroon : Prince Willem-Alexander
- 2004 : Karin : Berend
- 2004-2006 : Grijpstra & De Gier (nl) : Rinus de Gier
- 2005 : Doornroosje : le père
- 2006 : Gloed : Jager
- 2007 : Highland Gardens : Frank

## Vie privée
De 1990 à 2007, il fut marié avec l'actrice Susan Visser. De cette union naissent 2 enfants (prénommés Saïda et Aaron). Il est le beau-frère de l'animatrice de télévision Tooske Ragas.